# Borchs Kollegium
Borchs Kollegium (oprindeligt latinsk navn: Collegium Mediceum) er et kollegium beliggende i Indre By i København. Kollegiet blev grundlagt den 29. maj 1691 af Ole Borch for at huse seksten fattige, gudfrygtige og lærde studiosi. Det er et af Københavns Universitets gamle kollegier.

## Bygningen
Det oprindelige hus, inklusive Borchs bibliotek og kemiske laboratorier, blev ødelagt sammen med resten af byen ved Københavns brand 1728. Huset blev genopbygget på resterne af det gamle og stod klar tre år og 5500 rigsdaler senere i 1731.
Under Københavns bombardement i 1807 blev kollegiet endnu en gang brændt ned til grunden. Ifølge kilderne deltog studenter fra kollegiet i adskillige træfninger, som blev udkæmpet med landsatte britiske tropper. Bombardementet af byen endte dog med at ødelægge store dele af området omkring Frue Plads, og på tredjedagen den 4. september brød ilden ud, og bygningen gik op i flammer.
Den tredje bygning – huset som det står i dag – blev bygget i 1824-1825 under arkitekt Peder Mallings ledelse. Det blev indviet den 28. maj 1825.

## Beboerne
Mange berømtheder har boet på Borchs Kollegium. En fuldstændig liste Arkiveret 9. marts 2006 hos  Wayback Machine over alumner og eforer kan findes på hjemmesiden. Særligt kan fremhæves Ludvig Holberg, som virkede som efor for kollegiet fra 1748 til 1754 .
Også historikeren Jens Paludan-Müller, alumne nr. 703, boede på Borchs Kollegium. Han huskes den dag i dag for sin indsats i den 2. Slesvigske Krig. Han faldt ved Sankelmark Sø den 6. februar 1864, og en mindesten i haven ærer hans dåd:
JENS
PALUDAN-MÜLLER
FALDEN VED
SANKELMARK SØ
6. FEBRUAR 1864
--
INDAD FREMAD OPAD
Ordene indad fremad opad kommer fra et mindedigt skrevet af E. F. Koch, og de er første ord i hhv. andet, tredje og fjerde vers i digtet: Indad vil vi vende Hu, Fremad vil vi flytte Fod  og Opad vil vi løfte Blik. Det fulde digt lyder
Mørke Skyer skjulte brat
Sol i Nattens Skjød,
Ak, men Regn i Sandet
Var dyrest Blod, der flød.
Mod og Tro bryder dog haardest Skjolderand,
Atter kan det vorde Dag i Sorgens Land.
| Indad vil vi vende Hu, Øge Fædres Arv, Modersmaal skal klinge til Folkehjertets Tarv, - Mod og Tro bryder da fremmed Skjolderand, Atter skal det vorde Dag i Sandheds Land. | Fremad vil vi flytte Fod Under Friheds Flag, Glemme Leg og Latter Med Ladhedsaanden spag. Mod og Tro bryder kjækt Fordoms Skjolderand, Atter da det vorder Dag i Daadens Land. | Opad vil vi løfte Blik Hente Styrken ned - Der er En, der husker Hver Nød, som Folket led - Mod og Tro bryder da Urets Skjolderand, Atter kan det vorde Dag i Fredens Land. |  |

Tak til dem, som foran gik
Saadan Livets Vej,
Ledestjerner klare,
Vi svigte dem blot ej!
Mod og Tro bryder da Tydskens Skjolderand,
Atter da det vorder Dag i Danmarks Land.
Margrete Auken boede i portnerlejligheden da hun fik sin embedseksamen i 1971.

## Ekstern henvisning
- Borchs Kollegiums hjemmeside